# Udbruddet af verotoksin-producerende E. coli O104:H4 i 2011
Udbruddet af den verotoksin-producerende E. coli O104:H4 i 2011 var et sygdomsudbrud, der var forårsaget af en verotoksin-producerende E. coli (=VTEC, STEC, EHEC, HUSEC) O104:H4 tarmbakteriestamme.

Udbruddet begyndte i Tyskland og har gjort over 1500 syge og kostet 19 mennesker livet. Der er fundet få tilfælde i 11 andre lande, hvoraf de fleste tidligere har været i Nordtyskland (4-6-2011).

I starten troede de tyske sundhedsmyndigheder, at sygdommen skyldes agurker fra Spanien, men det viste sig at være forkert. Det er endnu uvist hvad der er smittekilden, men ifølge fpn.dk er gættet nu (5-6-2011) citat: "Tarmbakterie-spor peger mod [bønne]spirer", men det er måske heller ikke bønnespirene.
 
VTEC-bakterien er beslægtede med tidligere isolerede bakterier fra Afrika og det var formentlig ægyptiske bukkehornsfrø og spirer, der fik spredt bakterien til Europa, men de ægyptiske myndigheder afviser.

Udover Tyskland, hvor udbruddet er værst, er der også fundet tilfælde i Polen, Holland, Sverige, Danmark og Storbritannien.
Hvis man får bakterien, er det ca. 1/3 som får hæmolytisk-uræmisk syndrom, der medfører diarré ofte med blod – og colitis og i værste fald nyresvigt og død.